# Näskotts församling
Näskotts församling är en församling i Norra Jämtlands kontrakt i Härnösands stift. Församlingen ingår i Krokoms pastorat och ligger i Krokoms kommun i Jämtlands län.

## Administrativ historik
Församlingen har medeltida ursprung.
Den 1 januari 1991 överfördes ett område med 4 personer till församlingen från Alsens församling.
Församlingen har varit och är annexförsamling i pastorat där Rödöns församling är moderförsamling och där Näskotts församling ingått sedan tidigt, Aspås församling sedan 1400-talet och Ås församling från 1400-talet till 1 maj 1935 och från 1962.

### Pastorat
- Medeltiden: Annexförsamling i pastoratet Rödön och Näskott.
- 1400-talet till 1 maj 1935: Annexförsamling i pastoratet Rödön, Näskott, Aspås och Ås.
- 1 maj 1935 till 1962: Annexförsamling i pastoratet Rödön, Näskott och Aspås.
- 1962–2018: Annexförsamling i pastoratet Rödön, Näskott, Aspås och Ås.
- 2018–: Krokoms pastorat

## Kyrkor
- Näskotts kyrka